# Harry Davis (baseball)
Pour les articles homonymes, voir Harry Davis et Davis.
Harry Davis (19 juillet 1873 - 11 août 1947) est un joueur et manager américain de baseball qui évolue en ligue majeure de 1895 à 1917.

## Carrière
Né à Philadelphie en Pennsylvanie, il suit ses études supérieures au Girard College. 
Principalement utilisé comme joueur de première base, Davis évolue également aux autres postes du champ intérieur. Il est le meilleur frappeur de coups de circuit en Ligue américaine de 1904 à 1907. Il frappe également un cycle le 10 juillet 1901.
Il signe chez les Cleveland Indians en 1912 où il occupe la double fonction de manager-joueur. Succédant au populaire George Stovall, Davis peine à s'imposer à la tête de l'équipe. Trop exigeant en matière de discipline, les joueurs n'adhèrent pas à son discours. Les résultats décevants n'enchantent pas les fans et les médias : 54 victoires pour 71 défaites et une poussive sixième place au classement général final. Il est remercié avant la fin de la saison 1912.
Il termine sa carrière à Philadelphie où il opère jusqu'en 1917, devenant le doyen des joueurs en activité à partir de 1915.